# Rudolf Carnap
Rudolf Carnap (en allemand : [ˈkaʁnaːp]), né le 18 mai 1891 à Ronsdorf et mort le 14 septembre 1970 à Santa Monica, est un philosophe allemand naturalisé américain en 1941. Il est membre du Cercle de Vienne et le plus célèbre représentant du positivisme logique. Il apporte d'importantes contributions à la syntaxe logique du langage, à la théorie des probabilités et à la philosophie des sciences.

## Biographie

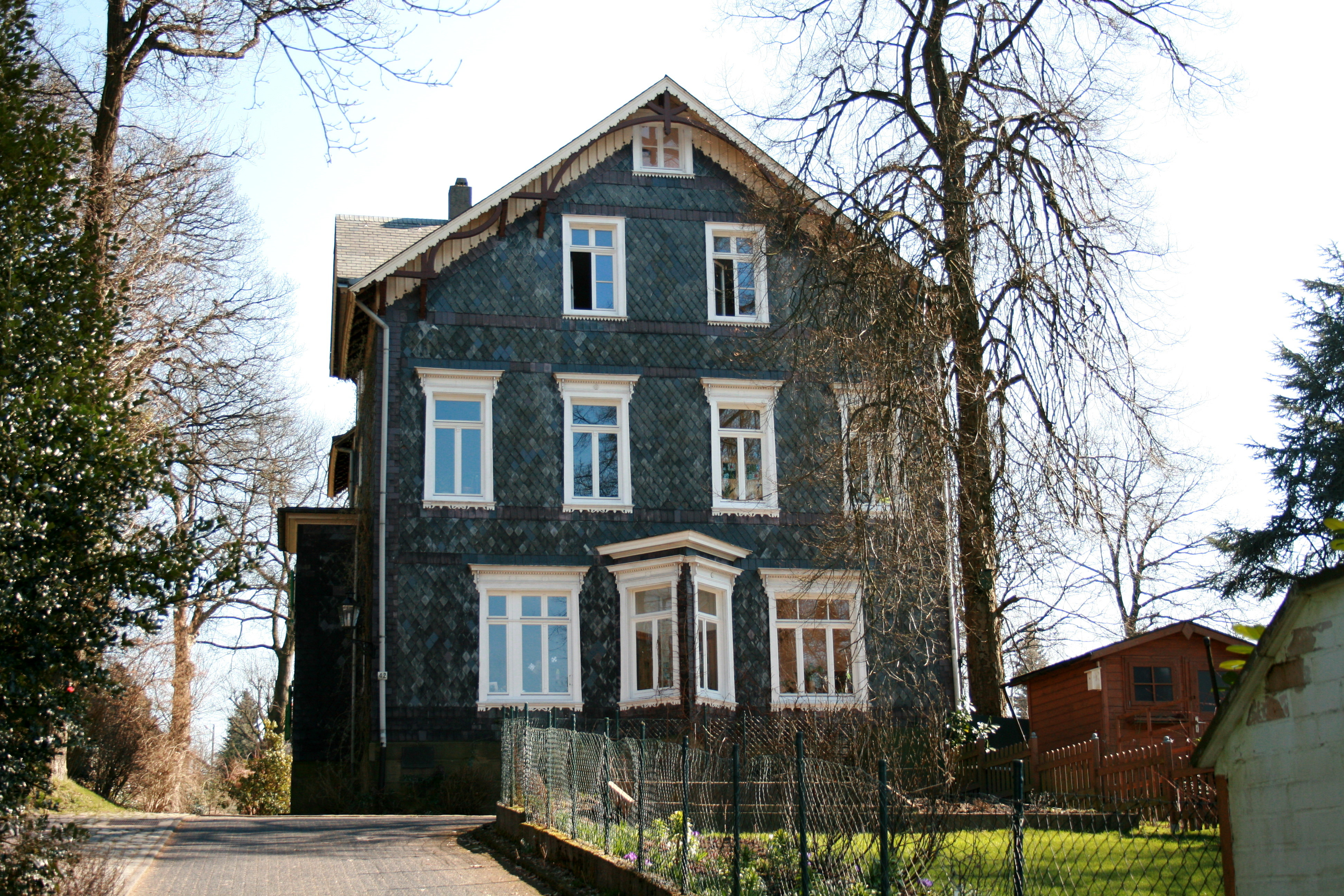
Maison d'enfance de Carnap à Wuppertal

### Études
Le père de Carnap est passé du statut de pauvre tisseur de rubans à celui de propriétaire d'une usine de fabrication de rubans. Sa mère est issue du milieu universitaire. À l'âge de dix ans, Carnap accompagne Wilhelm Dörpfeld dans une expédition en Grèce. Carnap a été élevé dans une famille profondément protestante, mais est devenu athée par la suite,.
Il débute aux lycées de Barmen et de Iéna. De 1910 à 1914, il fréquente l'université d'Iéna, avec l'intention de rédiger une thèse en physique. Mais il étudie parallèlement attentivement la Critique de la raison pure d'Emmanuel Kant dans le cadre d'un cours donné par Bruno Bauch, et est l'un des rares étudiants à suivre les cours de logique mathématique de Gottlob Frege.
Pendant ses années d'université, il se passionne pour le Jugendbewegung (mouvement de jeunesse allemande).
Bien que Carnap soit moralement et politiquement opposé à la Première Guerre mondiale, il se sent obligé de servir dans l'armée allemande. Après trois ans de service, il obtient la permission d'étudier la physique à l'université de Berlin, en 1917-18, où Albert Einstein vient d'être nommé professeur. Carnap fréquente ensuite l'université d'Iéna, où il rédige une thèse définissant une théorie axiomatique de l'espace et du temps. Le département de physique juge que cette thèse est trop philosophique, tandis que Bruno Bauch, du département de philosophie, estime qu'il s'agit de physique pure. Carnap rédige alors une autre thèse en 1921, sous la supervision de Bauch, sur la théorie de l'espace dans un style kantien plus orthodoxe, et la publie sous le titre Der Raum (l'Espace) dans un numéro supplémentaire de Kant-Studien (1922).
Le cours de Frege lui permet de découvrir les travaux de Bertrand Russell sur la logique et la philosophie. Il écrit une lettre à Russell, qui lui répond en copiant à la main de longs passages de ses Principia Mathematica pour le bénéfice de Carnap, car ni ce dernier ni son université ne peuvent s'offrir une copie de cet ouvrage d'époque. En 1924 et 1925, il assiste à des séminaires dirigés par Edmund Husserl, le fondateur de la phénoménologie, et continue à écrire sur la physique dans une perspective positiviste.

### Enseignements et engagements
Carnap rencontre Hans Reichenbach lors d'une conférence en 1923 et les deux hommes commencent à échanger. Reichenbach présente ensuite Carnap à Moritz Schlick, professeur à l'université de Vienne, qui lui offre un poste dans son département, que Carnap accepte en 1926. Carnap rejoint alors un groupe informel d'intellectuels viennois, connu sous le nom de Cercle de Vienne, dirigé en grande partie par Schlick et comprenant Hans Hahn, Friedrich Waismann, Otto Neurath et Herbert Feigl, avec des visites occasionnelles de Kurt Gödel, alors étudiant de Hahn. Lorsque Wittgenstein se rendait à Vienne, Carnap le rencontrait. Il rédigea (avec Hahn et Neurath) le manifeste du Cercle de 1929 et fut à l'origine (avec Hans Reichenbach) du journal philosophique Erkenntnis.
En février 1930, Alfred Tarski donne une conférence à Vienne, et en novembre 1930, Carnap se rend à Varsovie. À ces occasions, il apprend beaucoup sur la méthode sémantique de la théorie des modèles de Tarski. Rose Rand (en), autre philosophe du Cercle de Vienne, note : « La conception de la sémantique de Carnap part de la base jetée par les travaux de Tarski, mais une distinction est faite entre les constantes logiques et non logiques et entre la vérité logique et factuelle... En même temps, il travaille avec les concepts d'intension et d'extension et prend ces deux concepts comme base d'une nouvelle méthode de sémantique. »
En 1931, Carnap est nommé professeur à l'université de Prague. En 1933, W. V. Quine rencontre Carnap à Prague et discute longuement de ses travaux. C'est le début d'un respect mutuel qui durera toute la vie entre les deux hommes et qui survivra aux désaccords de Quine avec un certain nombre de conclusions philosophiques de Carnap.
Carnap, dont les convictions socialistes et pacifistes lui faisaient courir des risques dans l'Allemagne nazie, a émigré aux États-Unis en 1935 et a été naturalisé en 1941. Pendant ce temps, Schlick est assassiné à Vienne en 1936. De 1936 à 1952, Carnap est professeur de philosophie à l'université de Chicago. À la fin des années 1930, Carnap offre un poste d'assistant en philosophie à Carl Gustav Hempel, qui accepte et devient l'un de ses plus importants collaborateurs intellectuels. Grâce en partie à l'aide de Quine, Carnap passe les années 1939-41 à Harvard, où il retrouve Tarski. Il écrivit en cette période des livres sur la sémantique (1942, 1943, 1956), la logique modale, et sur les fondements philosophiques de la probabilité et de la logique inductive (1950, 1952).
Après un passage à l'Institute for Advanced Study de Princeton (1952-1954), il rejoint le département de philosophie de l'UCLA en 1954, Hans Reichenbach étant décédé l'année précédente. Il avait auparavant refusé une offre d'emploi similaire à l'université de Californie, à Berkeley, parce qu'il devait pour accepter ce poste signer un serment de loyauté, pratique à laquelle il était opposé par principe. À l'UCLA, il écrit sur la connaissance scientifique, la distinction analytique-synthétique et le principe de vérification. Ses écrits sur la thermodynamique et sur les fondements de la probabilité et de la logique inductive ont été publiés à titre posthume (1971, 1977, 1980).

### Vie personnelle
Carnap a appris l'espéranto en autodidacte à l'âge de 14 ans et y est resté attaché (Carnap 1963). Il a ensuite participé au congrès mondial d'espéranto en 1908 (Dresde), 1922 (Helsinki), 1924 (Vienne) et 1925 (Genève) ; il a été délégué de l’Association Universelle d’Espéranto et a utilisé la langue lors de ses voyages, recevant dans plusieurs pays l’hospitalité d’espérantistes.
Carnap a eu quatre enfants de son premier mariage avec Elizabeth Schöndube, ils divorcent en 1929. Il a épousé sa seconde femme, Elizabeth Ina Stöger, en 1933. Ina s'est suicidée en 1964.

## Idées
En 1928, Carnap publie Der logische Aufbau der Welt, en français « La construction logique du monde », où, selon l'une des interprétations possibles, il continuait le projet de Bertrand Russell de fonder toutes les connaissances sur la logique et un langage phénoméniste (la base des vécus élémentaires). Selon une autre interprétation, ce livre doit être compris comme appartenant à une tradition néokantienne et son ambition est de théoriser la constitution de l'objectivité. Il contient un certain nombre d'éléments qui restent dans l'œuvre ultérieure de Carnap : l'importance de la logique, l'idée que la philosophie est la construction de langages pour la science débarrassés de toute métaphysique, l'unité de la science, etc.
En 1929, Il participe en tant qu'auditeur au deuxième cours universitaire de Davos, avec de nombreux autres intellectuels français et allemands. Cette même année paraît un manuel de logique, Abriss der Logistik [abrégé de logique], auquel il avait travaillé depuis plusieurs années. Carnap écrit plusieurs articles et ouvrages. Deux textes méritent d'être cités, tant ils éclairent sur la période viennoise de ce penseur : « Le dépassement de la métaphysique par l'analyse logique du langage » et La syntaxe logique du langage. Ces deux ouvrages, respectivement publiés en 1932 et 1934, optent pour une même conception : la philosophie est une activité linguistique, proposant une analyse syntaxique des langages, naturels ou formels, pouvant discriminer entre science et non-science. Une des idées de Carnap est alors que les problèmes métaphysiques ou philosophiques sont des erreurs syntaxiques à dissoudre, des énoncés ou des questions dénués de sens.
Il n'est pas risqué de dire que l'article de Carnap intitulé « Le dépassement de la métaphysique par l'analyse logique du langage » (1932), cible la philosophie et le style d'auteurs comme Heidegger (voir le livre de Michael Friedman consacré à cette question). Cela a induit une opposition entre les deux hommes : Heidegger parlera encore en 1964 de « deux positions d'antagonismes extrêmes » de la philosophie contemporaine. En 1930, Carnap et Reichenbach fondent le journal Erkenntnis.
Carnap tempère sa position sur la signification et la vérification à partir de son article de 1936, « Testability and meaning ». Il écrit, par exemple, que : « Si par vérification, on entend une manière définitive et ultime de déterminer la vérité, alors aucun énoncé synthétique ne sera vérifiable, comme nous le verrons. Nous ne pouvons confirmer un énoncé que de manière croissante et progressive. Ainsi, nous parlerons plutôt du problème de la confirmation que de celui de la vérification. ».

Dans La syntaxe logique du langage, il propose une première formulation du principe de tolérance, dont une formulation célèbre se trouve au §17 : 
En logique, il n'y a pas de morale. Chacun est libre de construire sa propre logique, c'est-à-dire sa propre forme de langage, comme il le souhaite. Tout ce qui est attendu de lui est que, s'il souhaite en discuter, il doit énoncer clairement sa méthode, et donner des règles syntaxiques au lieu d'arguments philosophiques.
À partir de 1941, Carnap s'engage dans un vaste projet de logique inductive et de fondement logique des probabilités, auquel il travaillera jusqu'à la fin de sa vie. Le volumineux ouvrage qui paraît en 1950 (Logical Foundations of Probability) ne représente qu'une étape intermédiaire de ses recherches sur ce projet.

### Rencontre avec Quine
C'est dans la première moitié des années 1930 que Carnap rencontra Willard Van Orman Quine qui lui offrit le moyen de s'exiler aux États-Unis. Commença alors avec Quine un débat riche et divers sur leurs positions respectives sur la distinction entre analytique et synthétique. Un des points d'achoppement reste l'acceptation d'une division des énoncés scientifiques entre énoncés analytiques a priori et énoncés synthétiques a posteriori (voir bayésianisme). Carnap souscrit à cette vue, dans le cadre de la construction d'un langage formel pour la science physique, ou dans le cadre de sa théorie logique. Quine la rejette car il pense qu'on ne peut pas discerner énoncés analytiques et synthétiques pour diverses raisons : synonymie, contenu empirique des énoncés, etc.
Pour un article ayant un contenu beaucoup plus détaillé, voir l'entrée « Carnap » sur le site encyclo-philo.fr. Il est conseillé aux personnes désireuses d'approfondir davantage la pensée de Carnap.